# Nijmeegse Vierdaagse 2023
De 105e editie van de Nijmeegse Vierdaagse is gestart op dinsdag 18 juli 2023 en eindigde op vrijdag 21 juli 2023.
In 2023 deden er 6.222 militairen mee, waarvan 2.183 uit Nederland. Burgerdeelnemers kwamen uit 77 verschillende landen. Er deden dit jaar 4.291 inwoners van Nijmegen mee.
In 2023 heeft de Nijmeegse Vierdaagse van alle Nederlandse evenementen de sterkste reputatie.

## Barometer
| Inschrijvingen                    | 47.000 |
| Aangemeld op zondag en maandag    | 43.338 |
| niet aangemeld                    | 3.662  |
| 1e dag niet gestart / uitgevallen | 879    |
| 1e dag uitgelopen                 | 42.459 |
| 2e dag niet gestart / uitgevallen | 1.717  |
| 2e dag uitgelopen                 | 40.742 |
| 3e dag niet gestart / uitgevallen | 1.242  |
| 3e dag uitgelopen                 | 39.500 |
| 4e dag niet gestart / uitgevallen | 287    |
| Tocht uitgelopen                  | 39.213 |